# Toter Briefkasten

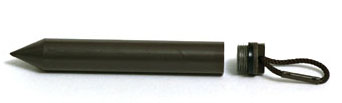
Ein Briefstift (engl. dead-drop spike) kommt als toter Briefkasten zum Einsatz

Ein toter Briefkasten ist ein Versteck, das der Übermittlung geheimer Nachrichten dient.
Der tote Briefkasten ist – im Gegensatz zu einem normalen Briefkasten – nur dem Absender und dem Empfänger als solcher bekannt und damit vor Entdeckung durch Nichteingeweihte geschützt. Er wird von Personen verwendet, die nicht offen oder postalisch miteinander in direkten Kontakt treten können oder wollen, beispielsweise durch Mitarbeiter und Zuträger von Nachrichtendiensten, durch Informanten von Journalisten, aber auch durch Liebende oder durch Erpresser.

## Verwendung
Der typische Übermittlungsablauf ist wie folgt: Der Nachrichtengeber hinterlegt die Botschaft in dem toten Briefkasten (z. B. ein Astloch) und hinterlässt dort ein unauffälliges Zeichen (Bedienzeichen). In einiger Entfernung wird ein weiteres Zeichen angebracht, was die Sicherheit des toten Briefkastens signalisiert (Sicherheitszeichen, z. B. an einer Hauswand). Fehlt dieses Zeichen, weiß der Empfänger, dass der Briefkasten entdeckt oder als Falle eingesetzt wurde. Somit kann der Empfänger den Kasten meiden und geht kein Risiko ein. Gegebenenfalls hinterlässt der Empfänger an einem vereinbarten dritten Ort ein weiteres Zeichen, das den Empfang der Botschaft bestätigt. Absender und Empfänger sind damit nie zur selben Zeit am selben Ort und können einander sogar unbekannt sein.

## Heutige Relevanz
In Zeiten von Internet und E-Mail dürften verborgene Nischen und Abfallbehälter als Kommunikationsmedium eine abnehmende Rolle spielen, auch wenn in der digitalen Welt die Steganographie eine ähnliche Rolle übernommen hat. Zur Übermittlung von Gegenständen (Sender, Kameras, Materialproben) wird der tote Briefkasten weiterhin in Gebrauch bleiben.
Eine moderne Adaption war ein künstlicher Stein, der 2006 in Moskau neben einem Bürgersteig entdeckt wurde. Mit Hilfe des eingebauten Mini-Computers hatten sich die Mitglieder eines britischen Spionagerings ausgetauscht. Einen festen Platz hat der tote Briefkasten im Genre der Spionageliteratur.

## Digitale tote Briefkästen

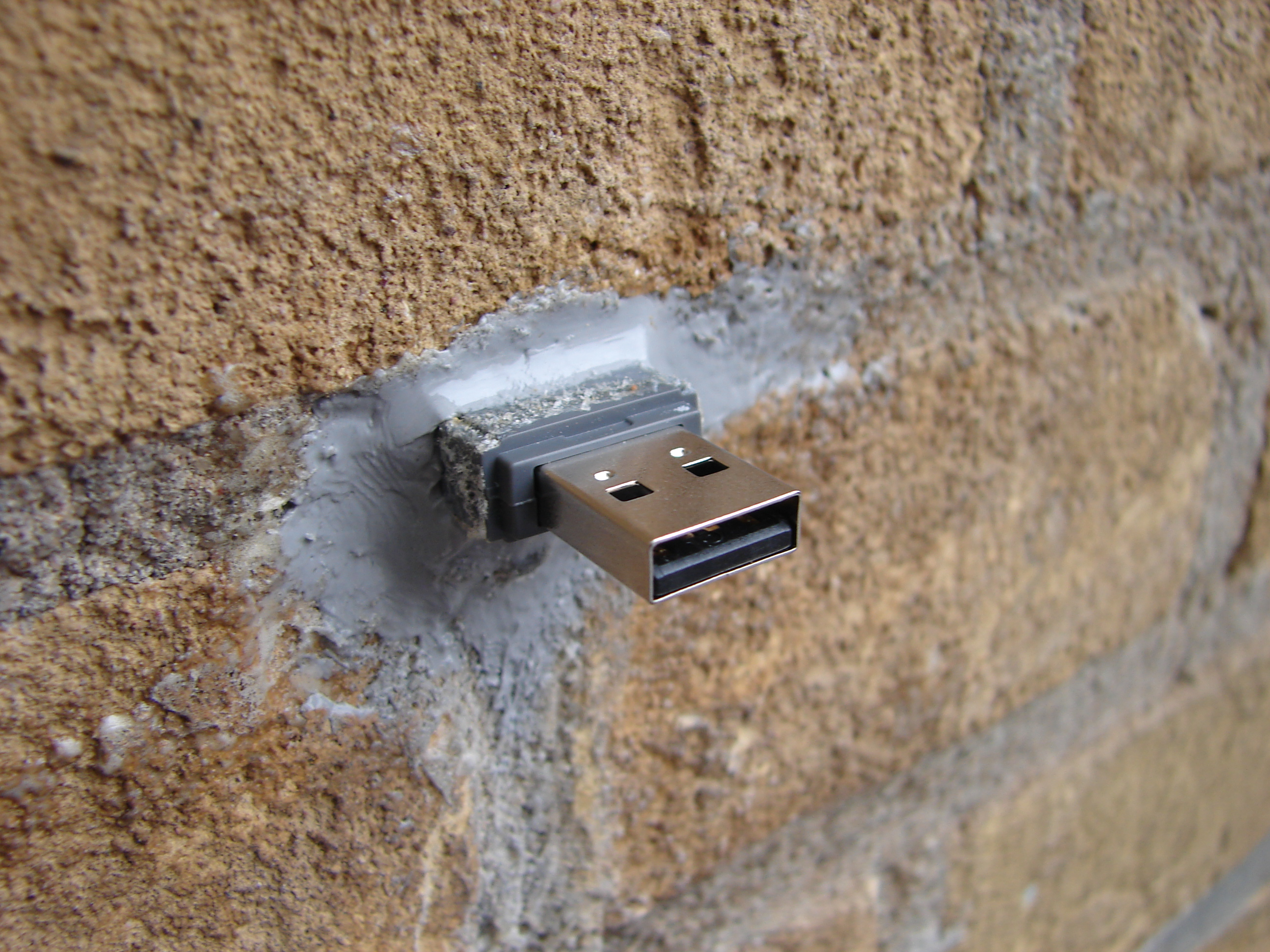
Einer der USB Dead Drops von Aram Bartholl

Im Oktober 2010 initiierte der Berliner Künstler Aram Bartholl ein Projekt, welches auf dem Prinzip des toten Briefkastens basiert: Er mauerte USB-Massenspeicher in Fassaden bzw. befestigte diese an feststehenden Objekten im öffentlichen Raum. In diesen USB-Massenspeichern befindet sich jeweils eine Datei, die ein Manifest enthält, welches zur Nachahmung und zum Hinterlegen von Daten auffordert. Anschließend wurden die Installationen mit Fotos dokumentiert und unter Angabe der Position auf seiner Website gelistet.

### Künstlerischer Hintergrund
Das Kunstprojekt möchte die Ablehnung der Kontrolle von Daten- und Informationsaustausch zum Ausdruck bringen. Das Projekt kritisiert vor allem die immer stärkere Verbreitung von Anwendungen, welche Daten nicht mehr lokal speichern, sondern über das Netz in Datenwolken ablegen, wobei die Benutzer die Kontrolle über ihre Daten verlieren. Im Konzept der digitalen toten Briefkästen sieht das Projekt eine „Befreiung [der] Daten“.

### Verbreitung
Das Projekt fand schnell viele Teilnehmer, so dass die Projektseite im Februar 2011 weltweit 188 und bereits im März 2011 weltweit 297 solcher digitaler toter Briefkästen verzeichnete. Im September 2013 gab es 1229 digitale tote Briefkästen mit einer Gesamtkapazität von 6391 GB, im Mai 2018 1970 Stück mit ungefähr 27.000 GB. Das Projekt hat sich mittlerweile international verbreitet. Sehr stark verbreitet ist es in den Vereinigten Staaten und Europa. In Europa findet man besonders in Deutschland, Frankreich, Italien und im Vereinigten Königreich digitale tote Briefkästen. Aber auch im Rest Europas ist in fast jedem Land ein digitaler toter Briefkasten vertreten. Auf den restlichen Kontinenten der Welt ist das Projekt hingegen sehr wenig verbreitet.

### Mobile digitale tote Briefkästen
Die toten Briefkästen werden auch in öffentlichen Verkehrsmitteln angebracht. Hierdurch können potentiell noch mehr Menschen das durch die toten Briefkästen entstehende verzögerte „Netzwerk“ benutzen. Zudem können Menschen an unterschiedlichen Stellen auf einen gemeinsamen Datenfundus zugreifen. Bei Verkehrsmitteln, die eine Grenze passieren, sogar in verschiedenen Ländern, ohne das Risiko einer Grenzkontrolle eingehen zu müssen.

## Geocache
Im weiteren Sinne kann auch ein Geocache als toter Briefkasten angesehen werden: Es wird „Material“ an einem Platz versteckt, dessen Ort (hier Geokoordinaten) Personen zugänglich gemacht wird, die Zugriff auf entsprechende Informationsquellen haben. Auch wenn Nachrichten (von Besuchsbeweisen durch ein Logbuch abgesehen) keine vorrangige Rolle spielen, ist die Verwandtschaft gegeben.